# Møbelringen Cup 2004
Møbelringen Cup 2004 var den 4. udgave af kvindehåndboldturneringen Møbelringen Cup og blev afholdt fra den 24. – 28. november 2004. Turneringen havde deltagelse af Frankrig, Rusland, Kroatien og værtsnationen Norge, der vandt turneringen.

## Resultater
| Dato          | Hold 1   | Hold 2   | Resultat |
| ------------- | -------- | -------- | -------- |
| 14.11         | Norge    | Kroatien | 38-20    |
| 14.11         | Frankrig | Rusland  | 25-30    |
| 25.11         | Kroatien | Frankrig | 22-27    |
| 25.11         | Rusland  | Norge    | 31-34    |
| 27.11         | Kroatien | Rusland  | 27-27    |
| 27.11         | Norge    | Frankrig | 35-20    |
| 28.11         | Frankrig | Kroatien | 25-20    |
| 28.11         | Norge    | Rusland  | 28-26    |
| Kilde (norsk) |          |          |          |

| Hold          | Kampe | Mål     | Point |
| ------------- | ----- | ------- | ----- |
| Norge         | 4     | 135-97  | 8     |
| Frankrig      | 4     | 97-107  | 4     |
| Rusland       | 4     | 114-114 | 3     |
| Kroatien      | 4     | 89-117  | 1     |
| Kilde (norsk) |       |         |       |